# Buksifejű fakígyó
A buksifejű fakígyó (latinul Imantodes cenchoa) a siklófélék családjába tartozó hüllő. Átlagos hossza 800 mm. Mérge enyhén veszélyes, fogai hátul ülők. A faj Mexikóban, valamint Közép- és Dél-Amerika egyes területein honos, főként fákon él. Leginkább kisebb gyíkokat, békákat, illetve tojásokat fogyaszt. Nem fenyegetett.